# KV1
Ngôi mộ KV1 nằm trong Thung lũng của các vị Vua ở Ai Cập, nơi chôn cất vị Pharaon Ramses VII của Vương triều 20. Mặc dù nó đã được khám phá từ thời cổ đại nhưng nó chỉ được khai quật thật sự bởi Edwin Brock vào năm 1984 và năm 1985. Hành lang chính duy nhất của ngôi mộ nằm bên bờ Tây của thung lũng các vị vua, gần thành phố Luxor ngày nay. Kích thước của ngôi mộ tương đối nhỏ hơn so với các ngôi mộ của Vương triều 20 khác.

## Bố trí của ngôi mộ
Việc bố trí và vẽ các họa tiết tranh tường trong ngôi mộ điển hình của thời gian này. Những người thừa kế Ramses III đã xây dựng ngôi mộ đó đã theo mô hình này và tất cả đều được trang trí theo nhiều cách tương tự như nhau. Nó bao gồm bốn bộ phận chính: các lối vào, một đường hầm, các buồng chôn cất có chứa các quan tài, và cuối cùng là một phòng nhỏ ở cuối mộ.

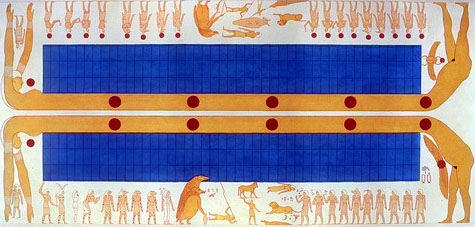
Ảnh của nữ thần bầu trời Hemera trên trần của KV1

Các kiểu trang trí trong đường hầm trong ngôi mộ chứa hình minh họa từ Cuốn sách của Những cái cổng, và Cuốn sách của Hang động, cũng như những Cuốn sách của Trái Đất. Các bức tường của căn phòng chôn cất được trang trí với họa tiết từ Cuốn sách của Trái Đất. Ramesses VI có thể chôn ở KV9, trần nhà trong phòng chôn cất có một hình ảnh của bầu trời và nữ thần Hemera, phản ánh một phong cách trang trí trong ngôi mộ được sử dụng bởi vua của các Tiền Vương triều.

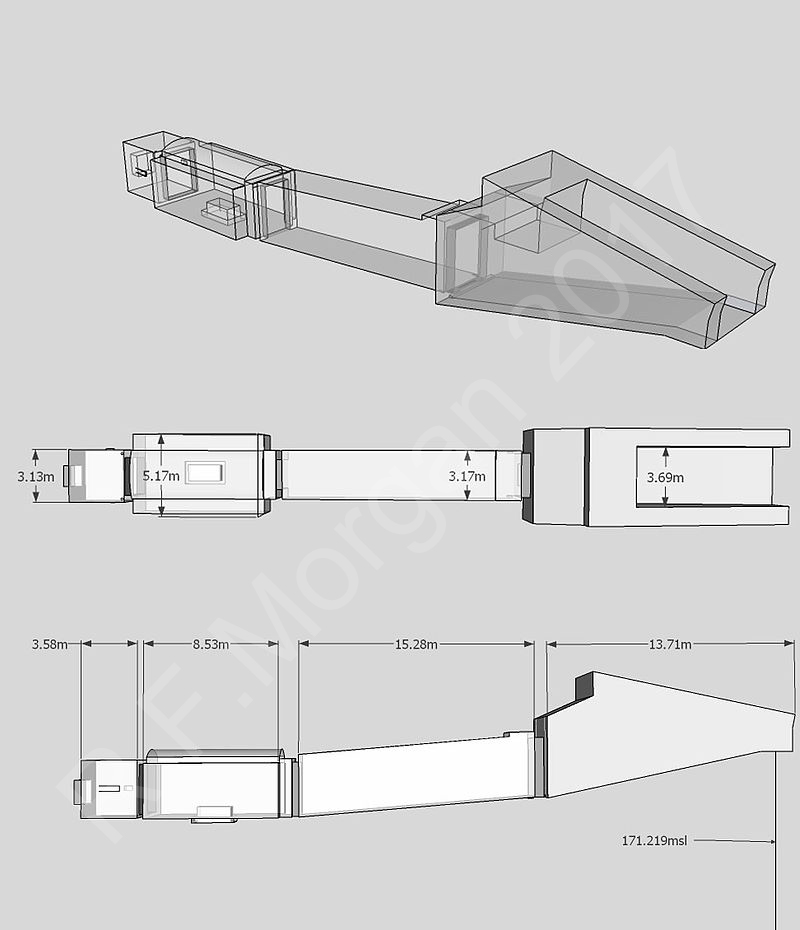
Hình ảnh cấu trúc bên trong của KV1 lấy từ mô hình 3d

## Khám phá trong thời cổ đại
Lăng mộ là một trong số 11 ngôi mộ đã được khám phá từ thời cổ đại. Bằng chứng về sự khám phá này là vết tích của 132 người Graffiti Hy Lạp cổ và La Mã đã được tìm thấy trong KV1. Sau đó, những ngôi mộ đã được dùng như một nhà ở bởi một số nhà sư người Copt.
Những vị khách Châu Âu đã đến các khu vực này từ khá sớm, bao gồm Richard Pococke, và những người đến thăm KV1 và gọi nó "Ngôi mộ Một", được công bố trong 1743.
Các nhà bác học đi cùng với Napoleon trong chiến dịch Pháp xâm lược Ai Cập đã đi vào Thung lũng của các vị Vua và chỉ định KV1 là "1er Tombeau" (tạm dịch là "Lăng mộ thứ nhất") trong danh sách của họ.